# Gilbert Kaiser
Gilbert Kaiser (* 20. April 1949 in Schaan) ist ein ehemaliger liechtensteinischer Sportschütze.

## Karriere
Gilbert Kaiser trat bei den Olympischen Spielen 1988 in Seoul in der Disziplin 10 Meter Luftgewehr an. Er belegte den 42. Rang. Sein Betreuer war Raimond Sele.